# Уппокра
Уппокра (швед. Uppåkra) — населённый пункт в Швеции, лен Сконе.
Находится на юге Швеции, недалеко от Лунда.
Согласно археологическим данным, поселение на этом месте возникло ещё в железном веке (ранее 100 года до н. э.) и на протяжении долгого времени играло роль важного хозяйственного, религиозного и культурного центра. Площадь территории поселения составляла 40—50 га (значительно больше, чем площадь Хедебю (24 га) и Бирки (7 га) и сопоставима с Рериком). Однако в X веке город был уничтожен в ходе военных действий, а при восстановлении был перенесён на место современного Лунда, так что Уппокру иногда называют «Лунд прежде Лунда» (швед. Lund före Lund).